# 山门镇 (四平市)
山门镇，是中华人民共和国吉林省四平市铁东区下辖的一个乡镇级行政单位。

## 行政区划
山门镇下辖以下地区：
山门村、头道村、大洼村、英城村、上二台村、解放村、新兴村、靠山村、靠道村、龙王村、古洞村、老城村和塔山村。